# Maja Matevžič
Maja Matevžič es una jugadora de tenis profesional retirada, nacida el 13 de junio de 1980 en Liubliana (Eslovenia, aunque entonces parte de la República Federal Socialista de Yugoslavia).
Maja se retiró oficialmente de las competencias en septiembre de 2006 debido a las lesiones que la aquejaban. Su último torneo fue el de Portorož, Eslovenia, donde participó en el dobles con Tina Križan.
Maja ha abierto una escuela de tenis en su país natal, donde eneseña sus conocimientos a niños y niñas de Eslovenia. 